# Alba Vergés
Pour les articles homonymes, voir Vergès.
Vergés i Bosch est un nom catalan. Le premier nom de famille, paternel, est Vergés ; le second, maternel, souvent omis, est Bosch ; les deux sont fréquemment liés par la conjonction « i ».
Alba Vergés i Bosch, née le 3 septembre 1978 à Igualada, est une économiste et femme politique espagnole membre de la Gauche républicaine de Catalogne (ERC). Elle est présidente du Parlement de Catalogne par intérim de juillet 2022 à juin 2023.
Elle est conseillère à la Santé de la généralité de Catalogne dans le gouvernement Torra entre 2018 et 2021.

## Biographie

### Études et parcours professionnel
Alba Vergés est diplômée en économie de l'université de Barcelone et ingénieure technique en gestion informatique de l'université ouverte de Catalogne.
Elle a travaillé comme programmeuse dans le secteur des technologies de l'information et de la communication et comme responsable de l'administration, de la comptabilité et des finances du Consortium social et sanitaire d'Igualada.

### Parcours politique

#### Militante à ERC
Militant de la Gauche républicaine de Catalogne depuis 2011, elle est numéro 3 sur la liste aux élections municipales d'Igualada.
Elle est présidente de la section locale de la Gauche républicaine de Catalogne à Igualada depuis 2012 et secrétaire à la Santé, au Bien-être et à la Citoyenneté du parti.

#### Députée au Parlement de Catalogne
Alba Vergés est élue députée au Parlement de Catalogne lors des élections de 2012. Elle est réélue lors des élections de 2015 avec la coalition Ensemble pour le oui (JxSí), et est nommée présidente de la commission de la Santé et de la commission d'enquête sur l'opération Catalogne, lors de la XIe législature.
Elle est à nouveau élue lors des élections de 2017, s'étant présentée avec la coalition ERC-CatSí. Elle est ensuite élue quatrième secrétaire du bureau, fonction qu'elle a exercée jusqu'en juin 2018.

#### Au sein du gouvernement catalan
Le 2 juin 2018, elle est nommée conseillère à la Santé de la généralité de Catalogne au sein du gouvernement Torra,. Au cours de sa période en tant que conseillère, elle fait face à la crise du coronavirus en Catalogne, et le gouvernement catalan est condamné par le tribunal supérieur de justice de Catalogne pour discrimination dans la vaccination contre le Covid-19 envers la Police nationale et la Garde civile, privilégiant la vaccination des Mossos d'Esquadra, la police territoriale, condamnation qui a ensuite été ratifiée par le Tribunal suprême. 
En janvier 2022, le parquet demande une enquête sur Alba Vergés et la direction du département de la Santé pour les crimes présumés de prévarication, contre les droits des travailleurs, contre les droits fondamentaux et les libertés publiques et contre les garanties constitutionnelles. Le tribunal d'instruction numéro 17 de Barcelone a également demandé que quatre hauts fonctionnaires qui étaient sous ses ordres soient également cités à témoigner pour les mêmes raisons.

#### Retour au Parlement de Catalogne
Lors des élections de 2021, elle est à nouveau élue députée de la circonscription de Barcelone avec la Gauche républicaine de Catalogne.
Le 16 juin 2021, Alba Vergés est élue première vice-présidente du Parlement de Catalogne.
Le 28 juillet 2022, elle devient présidente du Parlement de Catalogne par intérim en raison de la suspension de Laura Borràs, impliquée dans une affaire de corruption et détournements de fonds. Elle exerce la fonction jusqu'au 9 juin 2023.